# Mohammad Mustafa
Mohammad Mustafa (en árabe: محمد عبد الله محمد مصطفى "السفاريني") es un economista y político palestino que se desempeña como primer ministro de Palestina desde 2024. Anteriormente se desempeñó como presidente de la Junta del Fondo de Inversión de Palestina (PIF), asesor económico superior del presidente Mahmud Abás y miembro independiente del Comité Ejecutivo de la Organización para la Liberación de Palestina.
Mustafa fue señalado para convertirse en el primer ministro de Palestina, tras la renuncia de Mohammad Shtayyeh en febrero de 2024. Anteriormente, se había desempeñado como vice primer ministro de Palestina (2013-2015) y como ministro de Economía Nacional de Palestina (2014-2015).
Mustafa tiene experiencia internacional con el gobierno, las instituciones globales y el mundo académico, pues pasó 15 años en puestos en diferentes sectores en el Grupo del Banco Mundial en Washington D. C. Como experto en inversión y asuntos económicos,[cita requerida] Mustafa pasó dos años como asesor económico del Gobierno de Kuwait en reforma económica y dos años como asesor del Fondo de Inversión Pública en el Reino de Arabia Saudita.[cita requerida]
Mustafa también enseñó como profesor visitante en su alma mater, la Universidad George Washington.